# Putana (chanson)
Pour les articles homonymes, voir Putana.
Singles de Ninho
Maman ne le sait pas
(2019)
Putana est un single du rappeur français Ninho, sorti le 20 septembre 2019 et extrait de l'album Destin. Le titre est certifié single de diamant.

## Classements
| Classements (2019) | Meilleure position |
| ------------------ | ------------------ |
| France (SNEP)      | 4                  |

## Certification
| Pays   | Organisme | Certification | Seuil       |
| ------ | --------- | ------------- | ----------- |
| France | SNEP      | Diamant       | 50 millions |